# Graphania chlorodontella
Graphania chlorodontella är en fjärilsart som beskrevs av Embrik Strand 1922. Graphania chlorodontella ingår i släktet Graphania och familjen nattflyn. Inga underarter finns listade i Catalogue of Life.